# 高杉早苗
高杉 早苗（たかすぎ さなえ、1918年10月8日 - 1995年11月26日）は、日本の女優。本名は喜熨斗 弘子（きのし ひろこ）。旧名は清水ヒロ。
夫・三代目市川段四郎との間に、長男・二代目市川猿翁（旧名：三代目市川猿之助）、次男・四代目市川段四郎、長女・市川靖子の三子。香川照之、四代目市川猿之助は孫、五代目市川團子は曾孫にあたる。長女の元夫は俳優の川合伸旺。

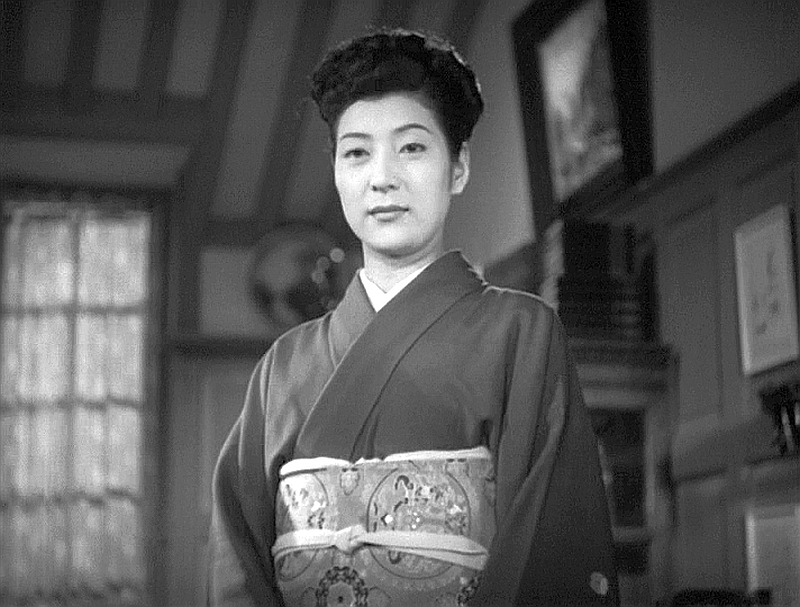
「宗方姉妹」（1950年）

## 来歴・人物
浅草生まれ。立正高等女学校（現・東京立正高等学校）在学中に父親が急死したことにより中退して働き始める。新橋のダンスホールでダンサーをしていた昭和9年（1934年）、『オール読物』誌のミスコンテストで3位になり、その美貌を見込まれ松竹蒲田撮影所にスカウトされる。同年『隣りの八重ちゃん』でデビュー。

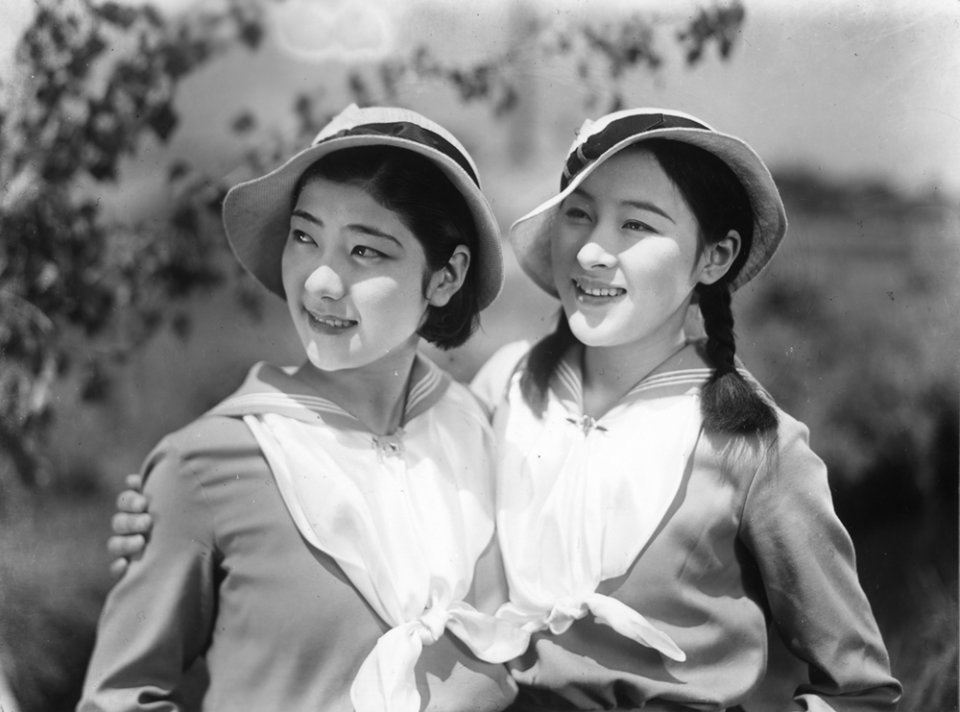
高杉早苗（左）、逢初夢子（右）「隣の八重ちゃん」

一躍人気女優となり、「家族会議」「朱と緑」など多数の映画に出演。人気絶頂の1938年（昭和13年）に三代目市川段四郎と結婚して引退。二男一女をもうけた。
1948年（昭和23年）に映画『夜の女たち』で女優復帰。梨園の妻として動く傍ら、脇役として多くの映画やドラマに出演した。
1995年（平成7年）11月26日、心筋梗塞のため77歳で死去。

## エピソード
- 夫である三代目段四郎とは遠戚にあたり、高杉の母が舞台鑑賞後に高杉と共に市川の楽屋を訪ねた際に、段四郎が惚れこみ、紆余曲折あったものの結婚へとこぎつけた。
- 女優引退は、舅の二代目市川猿之助の意向だった。
- 女優復帰は、戦後すぐ疎開先から東京への転居費用などで借金がかさんだことから。ただし、梨園の妻としての行動に支障が出ない範囲ならという条件付きだった。
- 同じ松竹の看板女優だった高峰三枝子とは公私共に大変親しく、高峰のリサイタルへも数度ゲスト出演している。
- 息子の三代目猿之助と浜木綿子の結婚には、自身の経験や浜が宝塚歌劇団出身だったことなどから反対したと伝えられている。
- 孫の香川照之とは、香川の1歳の誕生日を最後に、高杉が亡くなるまで生涯一度も顔を合わせることはなかった（猿之助と浜の離婚後、香川が浜に引き取られたことが原因）。

## 出演作品

### 映画
- 隣の八重ちゃん（1934年）
- 結婚興奮記（1934年）
- お小夜恋姿（1934年）
- 山は夕焼（1934年）
- 金環蝕（1934年）
- 春江の結婚（1934年）
- 恋愛修学旅行（1934年）
- 大学の若旦那・日本晴れ（1934年）

- 接吻十字路（1935年）
- 愛情の価値（1935年）
- 東京の英雄（1935年）
- 左うちわ（1935年）
- 母の恋文（1935年）
- 春よ心あらば（1935年）
- 若旦那 春爛漫（1935年）
- 春琴抄 お琴と佐助（1935年）
- 双心臓（1935年）
- あこがれ（1935年）
- 永久の愛 前篇（1935年）
- 永久の愛 後篇（1935年）
- 恋愛豪華版（1935年）
- 彼女は嫌いとひいました（1935年）
- 母の面影（1936年）
- 大学よいとこ（1936年）
- 家族会議（1936年）
- お芙美の評判（1936年）
- 自由の天地（1936年）
- 素晴らしき空想（1936年）
- 入婿合戦（1936年）
- 密漁の夜（1936年）
- 男性対女性（1936年）
- わが母の書（1936年）
- 丸髷混線記（1936年）
- 花嫁かるた（1937年）
- 荒城の月（1937年）
- 朱と緑 朱の巻（1937年）
- 朱と緑 緑の巻（1937年）
- 恋人の日課（1937年）
- 衣裳花嫁（1937年）
- 若葉の夢（1937年）
- 娘よ何故さからふか（1937年）
- 噛みついた花嫁（1938年）
- 風の女王（1938年）
- 螢の光（1938年）
- 愛より愛へ（1938年）
- 国民の誓（1938年）
- 彼女は何を覚えたか（1938年）
- わが家に母あれ（1938年）
- 愛染かつら 後篇（1938年）
- 家庭日記（1938年）
- 悪太郎（1938年）
- 日本人 明治篇（1938年）
- 日本人 昭和篇（1938年）
- 頑張り娘（1938年）
- 夜の女たち（1948年）
- 夢よもういちど（1949年）
- 結婚三銃士（1949年）
- 朱唇いまだ消えず（1949年）
- 処女宝（1950年）
- 恋しかるらん（1950年）
- 宗方姉妹（1950年）
- 嵐の姉妹（1951年）
- 男の哀愁（1951年）
- 限りなき情熱（1951年）
- 結婚行進曲（1951年）
- ある夜の出来事（1952年）
- やぐら太鼓（1952年）
- 母を恋う歌（1952年）
- 銭形平次捕物控 地獄の門（1952年）
- 娘はかく抗議する（1952年）

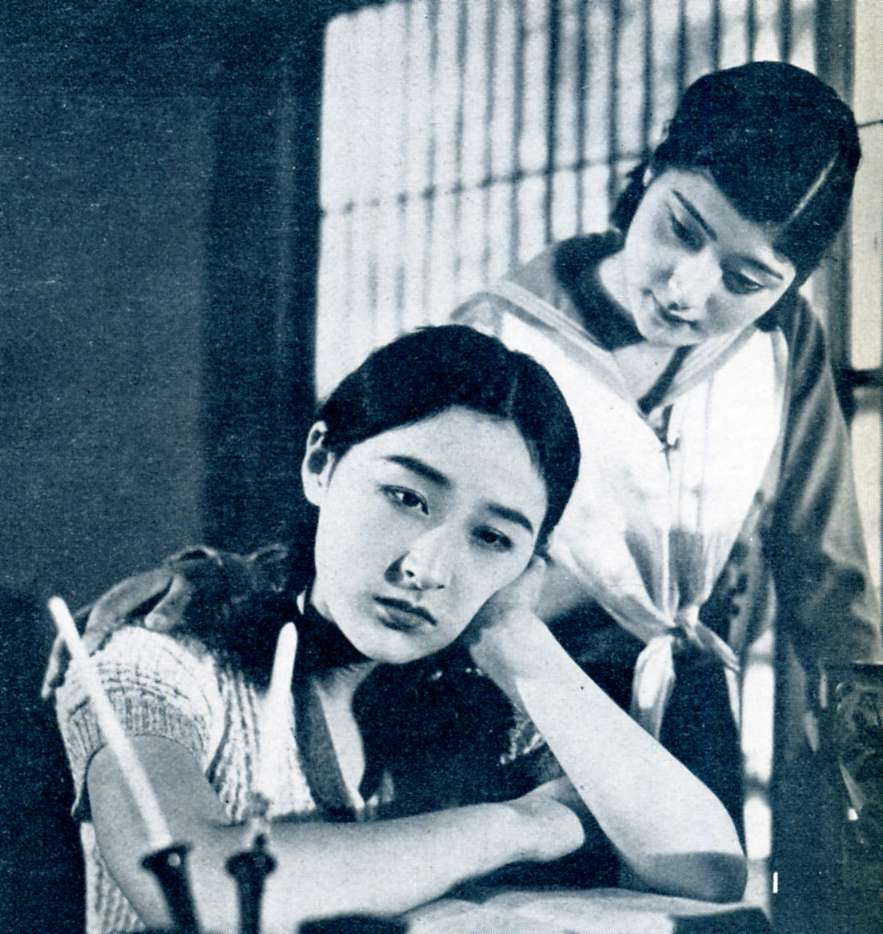
『隣の八重ちゃん』スチール写真。右が高杉早苗。左は逢初夢子

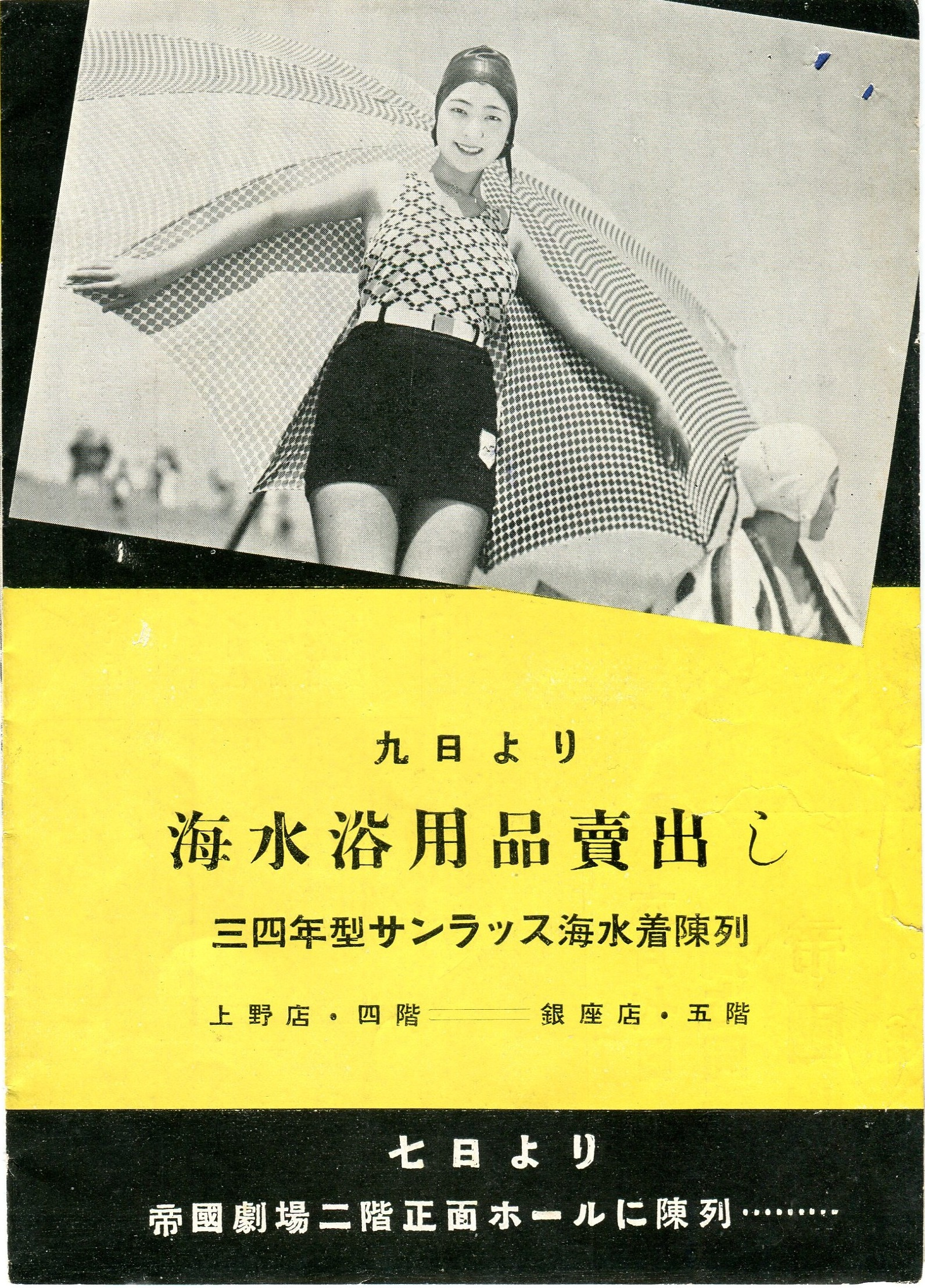
松坂屋の広告（1934年）

- 人生劇場 第一部 青春愛欲篇（1952年）
- 丘は花ざかり（1952年）
- 旗本退屈男 八百八町罷り通る（1953年）
- 人生劇場 第二部 残侠風雲篇（1953年）
- 姫君と浪人（1953年）
- 妻（1953年）
- 日本の悲劇（1953年）
- 広場の孤独（1953年）
- 花と波濤（1954年）
- 若い瞳（1954年）
- 愛と死の谷間（1954年）
- 泥だらけの青春（1954年）
- 風立ちぬ（1954年）
- 侍ニッポン 新納鶴千代（1955年）
- 狼（1955年）
- 母なき子（1955年）
- 斜陽のおもかげ（1967年）
- 裸の十九才（1970年）
- 妻と女の間（1976年）
- オレンジロード急行（1978年）
- 衝動殺人 息子よ（1979年）

### テレビドラマ
- まごころ（1960年、NHK）
- 木下恵介劇場・木下恵介アワー（TBS）
  - 記念樹（1966 - 1967年） - 毛利敏子
  - 女と刀（1967年） - マキ
- 大忠臣蔵（1971年、NET）　桂昌院　役
- 徳川おんな絵巻 第23話「年上の佳人」・第24話「白昼の逃亡」（1971年、KTV）
- ライオン奥様劇場・徳川の夫人たち（1974年、CX）　春日局　役
- 宮本武蔵（1975年、KTV）
- Gメン'75 （TBS）
  - 第63話「拳銃を撃てない警官」(1976年)−谷口巡査の母
  - 第69話「ヒキ逃げ白バイ警官」(1976年)−佐伯まさおの母
- 夫婦旅日記 さらば浪人 第24話「ふるさとへの旅路」（1976年、CX）
- 必殺シリーズ（ABC / 松竹）
  - 必殺からくり人・血風編 第8話「帰らぬ愛に泣く紅い旅」（1976年） - 縫
  - 必殺からくり人・富嶽百景殺し旅 第11話「甲州三坂の水面」（1978年） - おもん
  - 必殺仕事人 第1部　第9話「蛍火は地獄への案内か?」（1979年） - おひさ
- 平岩弓枝ドラマシリーズ・夕顔の女（1979年、CX）
- あさひが丘の大統領　第15回「母親って何ですか?」（1979年、NTV）
- 斬り捨て御免!（1980年、12ch）
- 土曜ワイド劇場・幽霊に抱かれた女（1980年、ANB）
- ライオン奥様劇場・お母さんのいのちをあげる（1981年、CX）
- 火曜サスペンス劇場・誘拐ツアー（1982年、NTV）

### 舞台
- ジゼルと粋な子どもたち（1983年、劇団NLTに客演）